# Fibròcit
Un fibròcit és una cèl·lula mesenquimàtica inactiva que es troba en el teixit conjuntiu. Els fibròcits es poden definir com fibroblastos poc actius o en repòs. Per tant, en observacions ultraestructurals, els fibròcits mostren un nucli fosc (abundància d'heterocromatina), un citoplasma mínim i quantitats limitades de reticle endoplasmàtic.
El terme fibròcit contrasta amb el terme fibroblast. Els fibroblasts són cèl·lules del teixit conjuntiu activades caracteritzades per la síntesi de proteïnes de la matriu fibrosa, especialment col·làgens. Quan el teixit és lesionat, es creu que les cèl·lules mesenquimàtiques predominants, els fibroblasts, deriven dels fibròcits o possiblement de cèl·lules de múscul llis que revesteixen vasos i glàndules. Habitualment, els fibroblasts expressen actina de múscul llis, una forma d'actina que es troba en les cèl·lules musculars i no als fibròcits. Els fibroblasts que expressen aquesta forma d'actina s'anomenen "miofibroblasts".